# 使用済み核燃料

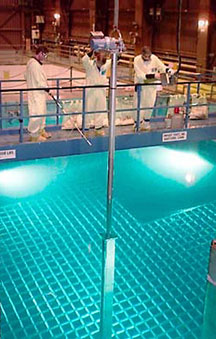
原子炉内の貯蔵プールに格納された使用済み核燃料

使用済み核燃料（しようずみかくねんりょう、英:  spent nuclear fuel、または照射済み核燃料〈irradiated fuel〉）とは、ある期間原子炉内で使用したのちに取り出した核燃料を言う。日本においては、低濃縮ウランを核燃料として軽水炉で核反応させたあとのものを指す。
使用済み核燃料には超寿命核種である超ウラン核種や大量の核分裂生成物などが含まれており、その危険性と処理の困難さのため、その処理・処分が世界的な問題となっている。なお、日本においては使用済み核燃料自体は再処理を行うため廃棄するものではない。

## 概要
核燃料は、原子炉に装荷し燃焼させる（核分裂反応を持続させる）ことでその核エネルギーを取り出す、またはプルトニウム239を生成することができる。しかしながら核燃料は、
- 燃焼が進むにつれて、核分裂性のウランやプルトニウムが減少することによって中性子発生数と発熱量が低下し、核分裂生成物（特に希ガスや希土類）が大量に蓄積し、核分裂の持続的な燃えやすさ（余剰反応度）が低下する
- 燃料被覆管には、腐食や応力によるクリープ変形からくる寿命が存在する

といった理由から、核分裂性物質を使い果たす前の適当な時期に原子炉から取り出し、新しい核燃料と交換する必要がある。この取り出された核燃料を使用済み核燃料（spent nuclear fuel）と呼ぶ。
3%濃縮ウラン燃料 1t が燃える前の組成はウラン238が 970kg、ウラン235が 30kg であるが、燃焼後は、ウラン238が 950kg、ウラン235が 10kg、プルトニウム 10kg、生成物 30kg となる。
上記からわかるように使用済み核燃料の中には、大量の核分裂生成物と共に核分裂性物質や親物質が残存していることから、これらを回収して再び核燃料として利用するということが考えられる。天然ウランなどの原料を精製・加工することで核燃料を作り、それを原子炉で燃焼させ、その使用済み核燃料を再処理して再び核燃料として利用するという一連の核燃料循環過程は核燃料サイクル (nuclear fuel cycle) と呼ばれる。
一般的には原子炉で使用された後、冷却するために原子力発電所内にある貯蔵プールで3年 - 5年ほど保管（湿式貯蔵）される。その後、核燃料サイクルに用いるために再処理工場に輸送されて処理が行われるか、乾式貯蔵施設での長期保管（乾式貯蔵）が行われる。
日本においては青森県六ヶ所村に六ヶ所村核燃料再処理施設の建設が行われている。

## 主な国の使用済み核燃料の保有量
2024年10月時点
| 国名           | 使用済み核燃料（tU） |
| -------------- | -------------------- |
| アメリカ合衆国 | 86,235               |
| カナダ         | 59,158               |
| ロシア         | 25,260               |
| 日本           | 16,240               |
| 韓国           | 15,252               |
| フランス       | 13,936               |
| ドイツ         | 9,350                |
| スウェーデン   | 6,985                |
| スペイン       | 5,502                |
| ベルギー       | 3,955                |
| ルーマニア     | 3,597                |
| イギリス       | 3,577                |
| フィンランド   | 2,321                |
| チェコ         | 2,111                |
| スイス         | 1,584                |
| ハンガリー     | 1,448                |
| ブルガリア     | 957                  |
| スロベニア     | 513                  |
| オランダ       | 43                   |

このうち日本、フランス、ロシア、イギリスは再処理を実施している。

### 日本の各原発の使用済み核燃料の貯蔵率
2024年9月末時点。典拠が異なるため上記の国際比較とは若干数字が食い違う。
| 電力会社       | 発電所               | 使用済み核燃料（tU） | 使用済み核燃料（tU） |
| 電力会社       | 発電所               | 貯蔵量               | 管理容量             |
| -------------- | -------------------- | -------------------- | -------------------- |
| 北海道電力     | 泊発電所             | 400                  | 1,020                |
| 東北電力       | 女川原子力発電所     | 490                  | 860                  |
| 東北電力       | 東通原子力発電所     | 100                  | 440                  |
| 東京電力HD     | 福島第一原子力発電所 | 2,130                | 2,260                |
| 東京電力HD     | 福島第二原子力発電所 | 1,650                | 1,880                |
| 東京電力HD     | 柏崎刈羽原子力発電所 | 2,360                | 2,910                |
| 中部電力       | 浜岡原子力発電所     | 1,130                | 1,300                |
| 北陸電力       | 志賀原子力発電所     | 150                  | 690                  |
| 関西電力       | 美浜発電所           | 500                  | 620                  |
| 関西電力       | 高浜発電所           | 1,480                | 1,730                |
| 関西電力       | 大飯発電所           | 1,870                | 2,100                |
| 中国電力       | 島根原子力発電所     | 460                  | 680                  |
| 四国電力       | 伊方発電所           | 770                  | 930                  |
| 九州電力       | 玄海原子力発電所     | 1,210                | 1,370                |
| 九州電力       | 川内原子力発電所     | 1,120                | 1,290                |
| 日本原子力発電 | 敦賀発電所           | 630                  | 910                  |
| 日本原子力発電 | 東海第二発電所       | 370                  | 440                  |
| 合計           | 合計                 | 16,830               | 21,440               |

## 処理・処分
原子力発電の核燃料サイクルにおいては、様々な放射性廃棄物が各工程で発生する。その内比較的低レベルの放射性廃棄物の一部は処分されているが、大半は最終処分待ちの状態で各原子力発電所、核燃料施設、研究施設などで保管されている。

### 使用済み核燃料の再処理
原子炉の燃料である核燃料として使用できる物質は主にウラン235とプルトニウム239である。そのうち、プルトニウムは天然にほぼ存在せず、原子炉の中でウラン238から生成される。さらに、石炭や石油による火力発電とは異なり、核燃料は原子炉中ですべて核分裂反応してエネルギーに変換されるわけではなく、大部分はそのまま使用済み核燃料中に存在している。
そこで、これらを核燃料として再利用するために回収することが考えられるが、それを使用済み核燃料の再処理 (spent nuclear fuel reprocessing) と呼ぶ。
使用済み核燃料の再処理の方法としては、ピューレックス法 (PUREX: Plutonium and Uranium Recovery by EXtraction) が実績もあることから主に用いられる。ただし、この方法では使用済み核燃料をいちど硝酸によって溶解させて水溶液にする必要があり、高いレベルの放射性廃液（高レベル廃液： High-level liquid waste）が発生することになる。この高レベル廃液は、液体であるので取り扱いやすくするようにガラスで固められ（ガラス固化体）、高レベル放射性廃棄物と呼ばれることになる。
日本においては、この高レベル放射性廃棄物は地上管理施設で冷却・保管（30年 - 50年）した後、地層処分（第一種廃棄物埋設）することとなっている。

### ワンススルー方式（直接処分）
アメリカなどにおいては、コスト追求と、他国に再処理をやめるように勧告するなどのために、使用済み燃料を再処理しないでそのまま冷却保管し、地中のコンクリート構造物で保管するというワンススルー方式（once throw method, 直接処分）がとられることがある。日本においては、使用済み核燃料は廃棄するものではないため直接処分は実施されていないものの、2013年度（平成25年度）から研究開発は進められている。
この方式の場合のコストは1キロワット時あたり0.7円弱と見積もられており、再処理コストがかからない分、再処理を実施する場合よりも安くなる。また、この方法で処分される放射性廃棄物は放射能の低いウラン238が大部分を占めるため、再処理で濃縮された高レベル廃棄物よりは初期の質量あたりの放射能は小さい。ただし、半減期が300年から数十億年に及ぶマイナーアクチノイドやウランやプルトニウムの寄与が大きく、長い年月を経ても放射能はあまり低下しない。

## プルトニウム抽出による核兵器製造
一般に、低濃縮ウランからなる核燃料を原子炉で「燃焼」させると、ウラン238が中性子を吸収することでプルトニウムが生成される。再処理はそのプルトニウムを抽出する処理であることから、使用済み核燃料と再処理工場を保有することは、核兵器の原料であるプルトニウムを得ることができることを意味する。
ただし、プルトニウムと一口に言っても、その同位体組成の違いが爆弾としての性能に影響する。核兵器に使用されるプルトニウムはウラン238から生成されるプルトニウム239である。核燃料の燃焼を続けると、さらに中性子を吸収して、自発核分裂により不完全核爆発の原因となりやすいプルトニウム240などに変化する。したがって、軍事用プルトニウム生産原子炉では、なるべくプルトニウム239の純度が高くなるように短期間で再処理にまわす。一方で、発電用原子炉では高出力を目的とするためプルトニウム239が他の同位体に変化する割合が高くなる。
そのため、原子力発電所の使用済み核燃料から分離したプルトニウムは原子爆弾に使用することができないということが主張されることがある。
しかしながら、プルトニウム240の割合の増加は爆弾の設計や作業工程を複雑にすることはあっても、不可能にする要因ではなく、実際に、使用済み核燃料から抽出した金属プルトニウムが8kgあれば臨界を起こすと言われる。
ウラン原爆は経年劣化がなく取り扱いやすい優秀な兵器が作れる半面、ウラン濃縮に大変な電力と時間が必要されるため、核兵器を大量に作るには不向きである。そのため、5大国の核兵器は実験用を除くほとんどすべてがプルトニウム爆弾であり、北朝鮮も黒鉛炉で兵器級プルトニウムを生産している。